# Foudi rouge
Foudia madagascariensis
Espèce
Statut de conservation UICN

 LC  : Préoccupation mineure
Le foudi rouge (Foudia madagascariensis) est une espèce de passereau appartenant à la famille des Ploceidae, de Madagascar, où il est appelé Fody, prononcé "foud".
Il est appelé cardinal, ou kardinal en créole, à l'île de La Réunion et à l'île Maurice.
Le mâle n'affiche son plumage rouge que pendant la saison de reproduction.

## Morphologie

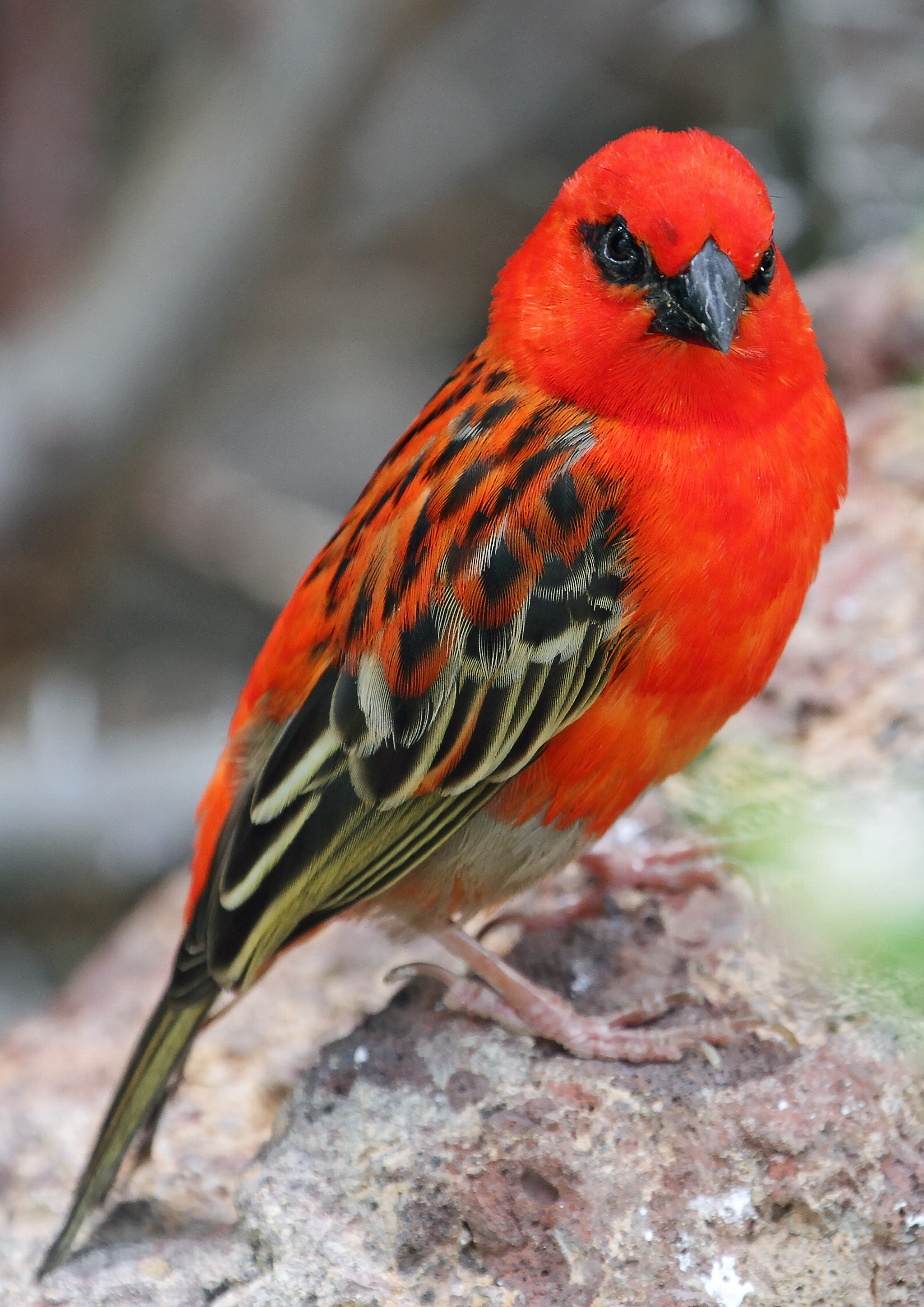
♂
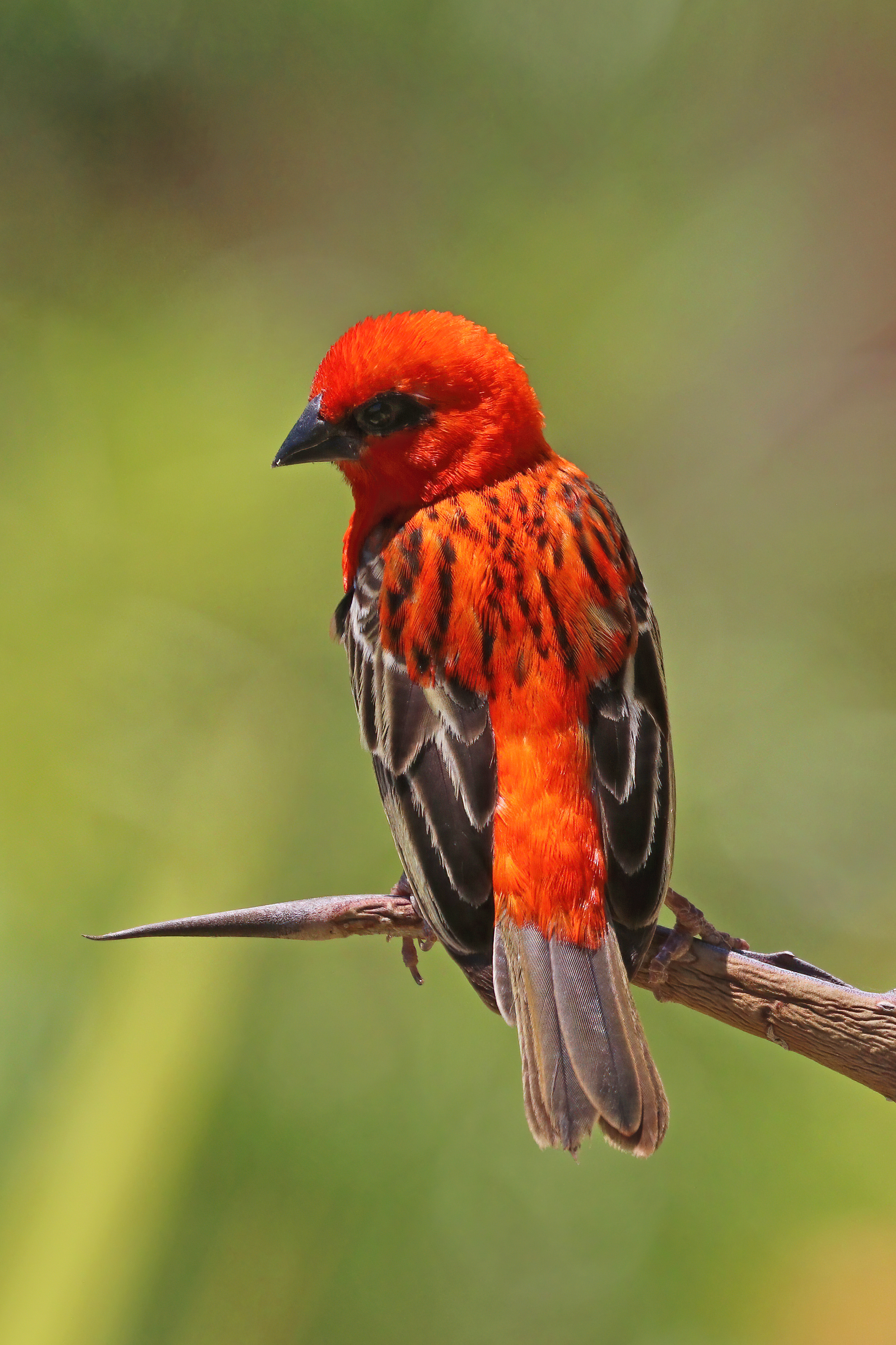
♂
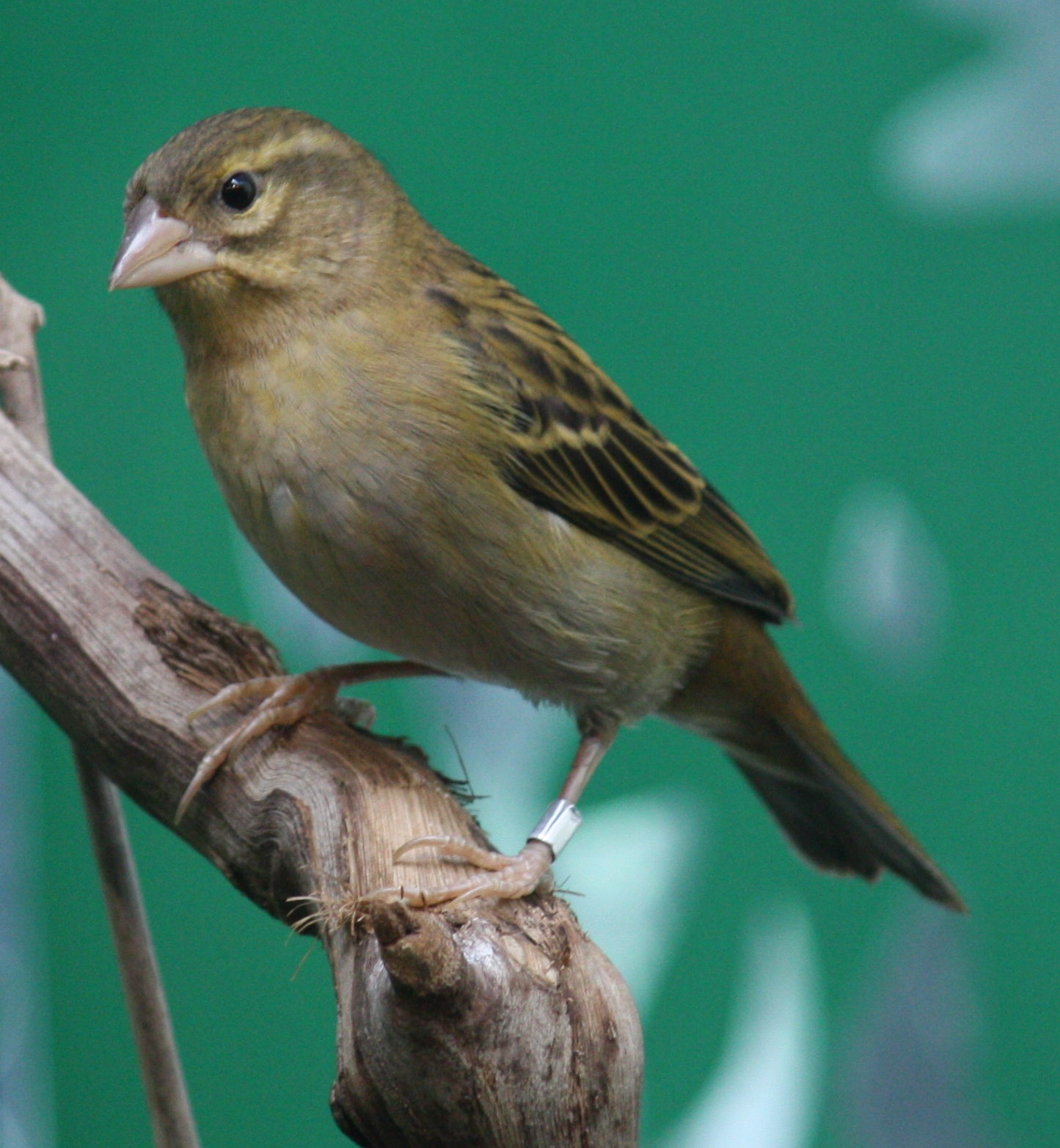
♀

Seuls les foudi mâles sont rouges et uniquement pendant la période de reproduction, en début de période des pluies à Madagascar c'est-à-dire pendant l'été austral de décembre à mars.

## Comportement
Vit en solitaire en dehors de la période de reproduction.

### Reproduction

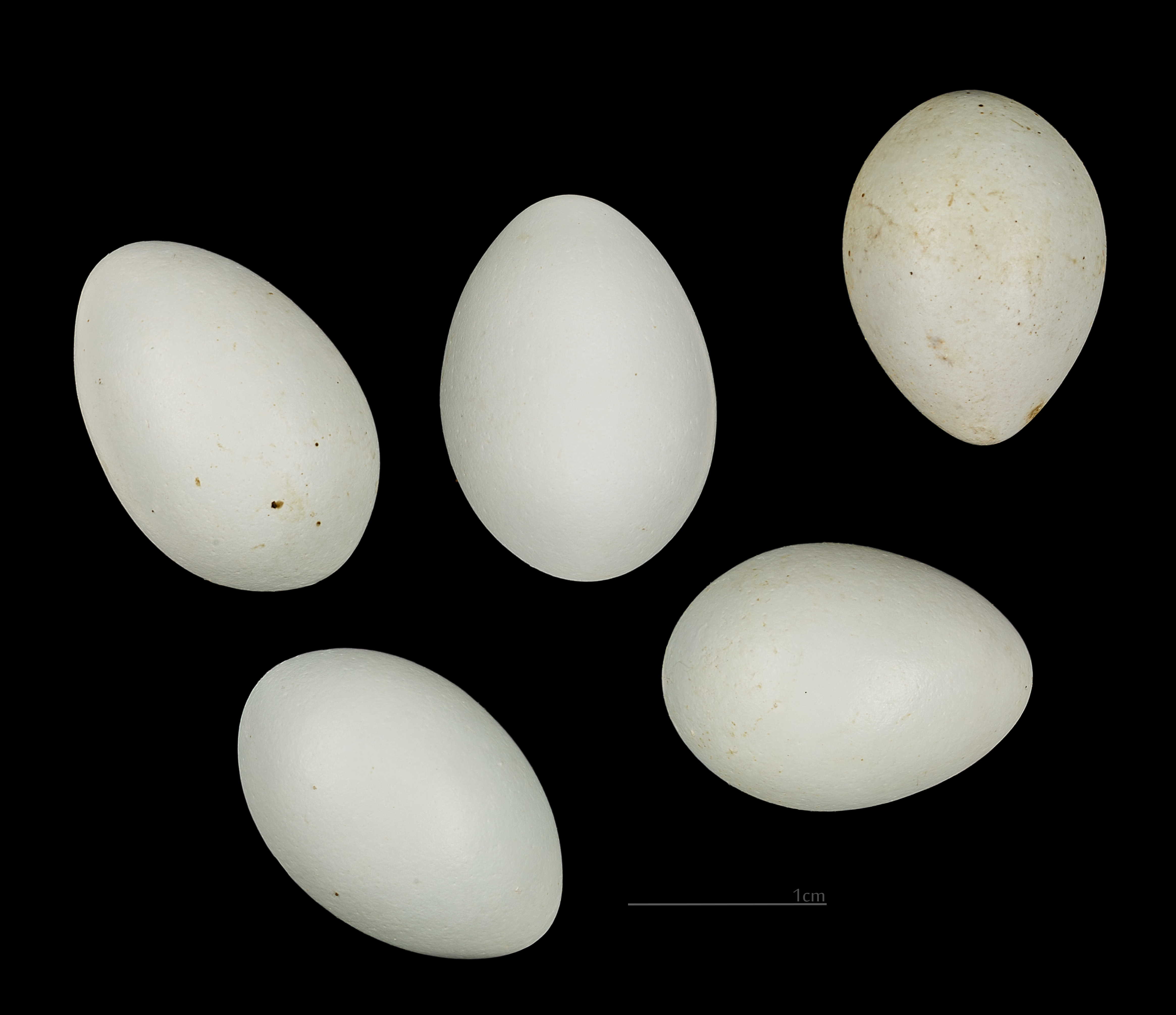
Œufs de Foudia madagascariensis Muséum de Toulouse

Le Foudi mâle créé son nid pour la période de reproduction. Le nid est fait de brindilles, de feuilles et d'autres objets trouvés sur place qui viennent agrémenter le nid. Il a une forme à peu près ronde et pend aux branches des arbres. Pendant la période de reproduction, le mâle attire la femelle de sorte qu'elle choisisse son nid pour la reproduction. Comme un kkliki[réf. souhaitée], il laisse tout aussi vite la femelle avec ses petits dans le nid, et recommence la construction d'un autre nid, pour la saison prochaine. À chaque saison, l'oiseau crée un autre nid souvent sur le même arbre que le précédent. Au fil du temps, l'arbre abritant les nids (souvent vide) se retrouve totalement sans feuille, ce qui lui donne un aspect d'arbre mort.

## Répartition et habitat
Le Foudi rouge est natif de Madagascar. Il a cependant été introduit dans plusieurs îles de l'océan Indien, incluant la Réunion, l'île Maurice et les Seychelles. Il vit essentiellement dans des zones peu boisées, comme les savanes ou les cultures.
Le Foudi reste toute sa vie à proximité de son lieu de naissance. Le mâle a l'habitude de construire tous ses nids aux alentours, voire sur le même arbre.

## Systématique
L'espèce a été décrite  par le naturaliste suédois Carl von Linné en 1766, sous le nom initial de Loxia madagascariensis.
Synonymie :
- Loxia madagascariensis Linné, 1766 (Protonyme)